# Bátyok
Bátyok (szlovákul: Bačkovík) falu Szlovákiában, a Kassai kerület Kassa-környéki járásában.

## Fekvése
Kassától 20 km-re északkeletre, az Ósva-patak bal oldalán található.

## Története
1323-ban „Bagak” néven említik először. Neve a régi magyar Bot személynév kicsinyítőképzős változatából származik.
A 18. század végén Vályi András így ír róla: „BÁTTYOK. Elegyes falu Abaúj Vármegyében, birtokosa Zombori Uraság, lakosai katolikusok, fekszik a’ Fűzéri járásban, legelőjének szorúltsága miatt, és mivel épűletre való fája sints, ambár határja termékeny, és más javai is vagynak, második Osztálybéli.”
Fényes Elek 1851-ben kiadott geográfiai szótárában így ír a faluról: „Bátyok, Backovik, tót falu, Abauj vgyében, közel a Sáros vgyei határszélhez: 50 kath., 245 evang., 5 ref., 11 zsidó lak. Evang. templom. F. u. Zombory, Ocskay, Lánczy, és b. Orbán. Ut. p. Kassa.”
Borovszky Samu monográfiasorozatának Abaúj-Torna vármegyét tárgyaló része szerint: „E falu fölött fekszik Bátyok 64 házzal, 403 tótajku lakossal. Postája Bőd, távirója Kassa. Csinos, mintaszerüen épitett és berendezet ág. evangelikus iskolája van.”
A trianoni diktátumig Abaúj-Torna vármegye Füzéri járásához tartozott.

## Népessége
| Év:            | 1994. | 2004.    | 2014.    | 2024. |
| -------------- | ----- | -------- | -------- | ----- |
| Emberek száma: | 367   | 411      | 516      | 645   |
| Eltérés:       |       | +11,98 % | +25,54 % | +25 % |

| Év:            | 2023. | 2024.   |
| -------------- | ----- | ------- |
| Emberek száma: | 624   | 645     |
| Eltérés:       |       | +3,36 % |

1910-ben 371, túlnyomórészt szlovák anyanyelvű lakosa volt.
2001-ben 403 lakosából 401 szlovák volt.
2011-ben 475 lakosából 357 szlovák és 74 cigány volt.